# Natalia Pietruczuk
Natalia Pietruczuk (ur. 4 grudnia 1999) – polska lekkoatletka, sprinterka.
Zawodniczka AZS UMCS Lublin. Brązowa medalistka mistrzostw Polski seniorów 2020 w sztafecie 4 x 400 metrów (razem z Alicją Wroną, Wiktorią Drozd i Małgorzatą Hołub-Kowalik). 
Wybrane rekordy życiowe: 200 metrów - 24,97 (2021), 400 metrów - 57,70 (2021).